# Mattie Lubchansky
Mattie Lubchansky, originaire des États-Unis, dessine et illustre des bandes dessinées satiriques sur la politique étatsunienne. L'artiste est non-binaire et utilise le pronom neutre « they/them » en anglais (traduisible par le pronom « iel » en français) depuis 2017.
Son travail se retrouve notamment sur The Nib, où Lubchansky fait partie de la rédaction en chef, ainsi que sur d'autres sites comme Current Affairs, The Daily Dot et Jewish Currents.
Ses bandes dessinées sont souvent des formats courts de quatre cases (des strips), et font rarement plus de deux pages. Son travail de rédaction à The Nib porte d'ailleurs principalement sur les strips.
L'artiste a été finaliste du prix Herblock en 2020.
Lubchansky a d'abord fait des études d’ingénierie et travaillé dans la construction avant de se reconvertir.
La police d'écriture utilisée dans ses bandes dessinées est inspirée de son écriture manuscrite et se nomme « Lubhand » (« Lub » comme le début de son nom de famille, et « hand » pour « main » en anglais).

## Œuvres
Outre ses bandes dessinées courtes publiées notamment sur The Nib, Mattie Lubchansky tient un webcomic, Please Listen To Me, depuis 2010.
Lubchansky a également publié plusieurs livres :
- Dad Magazine (Quirk, 2016, coécrit avec Jaya Saxena)[10] (ISBN 978-1594748646)
- Skeleton Party (autoédité, 2016)[10]
- The Antifa Super Soldier Cookbook (Silver Sprocket, 2021)[6] (ISBN 978-1-945509-64-3)
- Flash Forward: An Illustrated Guide to Possible (And Not So Possible) Tomorrows (Abrams, 2021, coécrit avec Rose Eveleth et Sophie Goldstein) (ISBN 9781419745478)
- Boys’ Weekend (titre provisoire) (Pantheon, 2023)[11]